# Wouter Brouwer
Wouter Brouwer (* 10. August 1882 in Amsterdam; † 4. Mai 1961 ebenda) war ein niederländischer Fechter.

## Erfolge
Wouter Brouwer wurde 1923 in Den Haag in der Einzelkonkurrenz mit dem Degen vor Arie de Jong Weltmeister. Dreimal nahm er an Olympischen Spielen teil: 1920 schied er in Antwerpen in den Einzelkonkurrenzen mit dem Florett und dem Säbel in der ersten Vorrunde aus, mit dem Degen erreichte er die Viertelfinalrunde. Im Mannschaftswettbewerb belegte er mit der Florett-Equipe den sechsten Rang. Vier Jahre darauf trat er in Paris lediglich in den Degenkonkurrenzen an und schied sowohl im Einzel als auch mit der Mannschaft in der zweiten Runde aus. Bei den Olympischen Spielen 1928 in seiner Heimatstadt Amsterdam scheiterte Brouwer mit der Florett-Mannschaft im Viertelfinale.